# Lady Revolution
Lady Revolution (Liberdade, Liberdade) est une telenovela brésilienne produite et diffusée entre le 11 avril 2016 et le 4 août 2016 sur Rede Globo.
En France d'outre-mer, le feuilleton a été remonté en 45 épisodes de 45 minutes et diffusé entre le 15 août 2020 et le 16 janvier 2021 sur le réseau La 1ère.

## Synopsis
Née au XIXe siècle, Joaquina est la fille du révolutionnaire Tiradentes. Une femme en avance sur son temps qui porte dans son sang le combat pour la liberté au Brésil.
Enfant, elle a été témoin de la mort de son père après qu'il s'est battu pour la liberté du peuple et a été doublé par Rubião, son bras d'épée. Elle a ensuite été emmenée au Portugal sous la garde d'un sympathisant de la révolution qui l'a adoptée sous le nom de Rosa. Des années plus tard, elle revient à Rio, un lieu d'actes répréhensibles et d'abus d'esclaves. Une grande colère face à cette situation réveille la volonté de se battre héritée de son père. Là, elle rencontre Xavier, un riche étudiant en médecine avec un côté révolutionnaire en secret pour lui. Ensemble, ils découvriront qu'ils partagent non seulement le désir de liberté, mais aussi un véritable amour l'un pour l'autre.
Puis Rubião croise à nouveau son chemin. Sans savoir qu'elle est la fille de Tiradentes, le méchant la poursuivra pour l'épouser, faisant de sa vie un enfer. Mais elle se fera également de solides alliés comme Virgínia, une propriétaire de bordel qui a toujours soutenu la révolution.
C'est maintenant entre les mains de Joaquina de mettre fin à la guerre que son père a déclenchée. Et elle ne se reposera pas tant que la liberté n'aura pas été inscrite sur les pages de l'histoire, même s'il faut son propre sang pour le faire.

## Distribution

### Rôles principaux
| Acteur/Actrice            | Personnage                            |
| ------------------------- | ------------------------------------- |
| Andreia Horta             | Joaquina da Silva Xavier / Rosa       |
| Bruno Ferrari             | Xavier Almeida                        |
| Nathalia Dill             | Branca Farto                          |
| Mateus Solano             | José Maria Loredano Rubião            |
| Dalton Vigh               | Antônio Raposo Viegas                 |
| Lília Cabral              | Virgínia Loredano                     |
| Zezé Polessa              | Ascensão Tereza de Lajedo             |
| Marco Ricca               | Manoel Henriques (Mão de Luva)        |
| Caio Blat                 | André Coelho Raposo Viegas            |
| Ricardo Pereira           | Colonel Tolentino Ramos               |
| Yanna Lavigne             | Mirtes Aparecida da Anunciação (Mimi) |
| Juliana Carneiro da Cunha | Alexandra Farto Maquet                |
| Sheron Menezzes           | Bertoleza Raposo Viegas               |
| Maitê Proença             | Dionísia Raposo Viegas Manttini       |
| Rômulo Estrela            | Gaspar                                |
| Letícia Isnard            | Simoa Solnado de Souza Prestes        |
| Jairo Mattos              | Caldeira de Souza Prestes             |
| Bukassa Kabengele         | Omar Ferreira, Marquês de Elba        |
| Joana Solnado             | Anita Pedrosa                         |
| Genézio de Barros         | Diogo Farto                           |
| Chris Couto               | Luzia Farto                           |
| Mário Borges              | Matias Almeida                        |
| Rita Clemente             | Brites Almeida                        |
| Bruce Gomlevsky           | Malveiro                              |
| Hanna Romanazzi           | Gironda da Silva                      |
| Yasmin Gomlevsky          | Vidinha                               |
| Vitor Thiré               | Ventura Rubião                        |
| Marcos Oliveira           | Dimas Tenório / faux Prêtre Vizeu     |
| Heloísa Jorge             | Luanda dos Santos                     |
| Mariana Nunes             | Blandina Silveira                     |
| Olívia Araújo             | Celeste                               |
| Dani Ornellas             | Jacinta Ferreira, Marquisse de Elba   |
| Nikolas Antunes           | Simão Solnado                         |
| Ju Colombo                | Esméria                               |
| David Junior              | Saviano                               |
| Aramis Trindade           | Frutuoso                              |
| Gabriel Palhares          | Caju                                  |
| Samuel Melo               | Bartolo                               |
| Ramón Gonçalves           | Guilhermo                             |
| Jacque Moura              | Erondina                              |
| Ananda Ismail             | Rosaura                               |

### Participations spéciales
| Acteur/Actrice      | Personnage                               |
| ------------------- | ---------------------------------------- |
| Gabriel Braga Nunes | Duc de Ega                               |
| Mel Maia            | Joaquina da Silva Xavier (enfant)        |
| Luísa Bastos        | Branca Farto Almeida (enfant)            |
| Thiago Lacerda      | Joaquim José da Silva Xavier             |
| Letícia Sabatella   | Antônia Maria do Espírito Santo          |
| Lu Grimaldi         | D. Maria I de Portugal                   |
| Beto Vandesteen     | D. João, Prince Régent du Portugal       |
| Gabriel Chadan      | José Joaquim Maia e Barbalho             |
| Dudu Varello        | Fuligem                                  |
| Edson Bonnadil      | Pedro                                    |
| Lucy Ramos          | Malena                                   |
| Jackson Antunes     | Terenciano Manttini                      |
| Paula Cohen         | Feitora                                  |
| Susana Ribeiro      | D. Carlota Joaquina, Princesse du Brasil |
| Luan Vieira         | Otto                                     |
| Yashar Zambuzzi     | José Caetano César Manitti               |
| Xando Graça         | Visconde de Barbacena                    |
| Rogério Freitas     | Prêtre - Père Vizeu                      |
| Ricardo Dantas      | Silvério dos Reis                        |
| Rico Gonçalves      | Domingos de Abreu Vieira                 |
| Saulo Rodrigues     | Bartolo                                  |
| Júlio Levy          | Taveira                                  |
| Jorge Emil          | Tomás Antônio Gonzaga                    |
| Bruno Nogueira      | D. João, Príncipe do Brasil (jeune)      |
| Evandro Melo        | Meirinho                                 |

## Version française
La version française est assurée par Studio Plug-in au Maroc.
Avec les voix de Nicolas Reydet, Letizia Costantini, Nawal Lemrini, Christophe Cerino, Sophie Pastrana, Xavier Becker, Paul Nguyen, Claire Staub, Olivier Mutelet, Hamza Toujiri, Mounia Bennis, Anne-Lise Auclaire, Nariméne Bendjaballah, Brigitte Malcuit, Farida Hamou, Fanny Dalmau, David Benezra, Adrien Caminada, Fatine Benkirane, Cyan Mortimer, Emmanuelle Brindel, Nathalie Leplay, Jean-Albert Margaine, Antoine Pinault, Éric Cuvelier, Corinne Troisi, Anna Fhima, Brahim Bihi, Jean-Noël Bardy, Maria Kirane, Jalil El Jaouhari, Cécile Snaiki et Mouna Belgrini.